# Štangarske Poljane
Štangarske Poljane – wieś w Słowenii, w gminie Šmartno pri Litiji. W 2018 roku liczyła 76 mieszkańców.